# Sammy Giammalva Jr
Pour les articles homonymes, voir Giammalva.
Sammy Giammalva, né le 24 mars 1963 à Houston, Texas, est un ancien joueur américain de tennis.

## Biographie
Il est le fils de Sammy Giammalva et le frère de Tony Giammalva, également joueurs de tennis professionnels.

## Palmarès

### Titres en simple (2)
| No | Date       | Nom et lieu du tournoi    | Catégorie | Dotation | Surface         | Finaliste     | Score         |          |
| -- | ---------- | ------------------------- | --------- | -------- | --------------- | ------------- | ------------- | -------- |
| 1  | 23-03-1981 | Napa Open, Napa           |           | 50 000 $ | Dur (ext.)      | Scott Davis   | 6-3, 5-7, 6-1 |          |
| 2  | 28-02-1983 | Copa Monterrey, Monterrey |           | 75 000 $ | Moquette (int.) | Ben Testerman | 6-4, 3-6, 6-3 | Parcours |

### Finales en simple (5)
| No | Date       | Nom et lieu du tournoi                                | Catégorie | Dotation  | Surface      | Vainqueur       | Score         |          |
| -- | ---------- | ----------------------------------------------------- | --------- | --------- | ------------ | --------------- | ------------- | -------- |
| 1  | 06-04-1981 | Tournoi de tennis de River Oaks, Houston              |           | NC $      | NC           | Guillermo Vilas | 6-2, 6-3      |          |
| 2  | 31-10-1983 | Tournoi de tennis de Hong Kong, Hong Kong             |           | 100 000 $ | Dur (ext.)   | Wally Masur     | 6-1, 6-1      |          |
| 3  | 02-04-1984 | Tournoi de tennis de River Oaks, Houston              |           | NC $      | NC           | Mark Dickson    | 6-3, 6-2      |          |
| 4  | 10-12-1984 | ANZ Bank New South Wales Open, Sydney                 |           | 125 000 $ | Gazon (ext.) | John Fitzgerald | 6-3, 6-3      | Parcours |
| 5  | 06-07-1987 | Volvo Hall of Fame Tennis Championships, Newport (RI) |           | 100 000 $ | Gazon (ext.) | Dan Goldie      | 6-7, 6-4, 6-4 |          |

### Titres en double (5)
| No | Date       | Nom et lieu du tournoi                               | Catégorie | Dotation  | Surface         | Partenaire     | Finalistes                         | Score         |  |
| -- | ---------- | ---------------------------------------------------- | --------- | --------- | --------------- | -------------- | ---------------------------------- | ------------- |  |
| 1  | 23-11-1981 | Tournoi de tennis de Bologne Bologne                 |           | 75 000 $  | Moquette (int.) | Henri Leconte  | Tomáš Šmíd Balázs Taróczy          | 7-6, 6-4      |  |
| 2  | 29-03-1982 | Zurich WCT Zurich                                    |           | 300 000 $ | Moquette (int.) | Tom Gullikson  | Wojtek Fibak John Fitzgerald       | 6-4, 6-2      |  |
| 3  | 17-10-1983 | Tournoi de tennis du Japon Tokyo                     |           | 125 000 $ | Dur (ext.)      | Steve Meister  | Tim Gullikson Tom Gullikson        | 6-4, 6-7, 7-6 |  |
| 4  | 15-10-1984 | Seiko Super Tennis Tokyo                             |           | 300 000 $ | Moquette (int.) | Tony Giammalva | Mark Edmondson Sherwood Stewart    | 7-6, 6-4      |  |
| 5  | 08-07-1985 | Volvo Hall of Fame Tennis Championships Newport (RI) |           | 100 000 $ | Gazon (ext.)    | Peter Doohan   | Paul Annacone Christo van Rensburg | 6-1, 6-3      |  |

### Finales en double (13)
| No | Date       | Nom et lieu du tournoi                          | Catégorie | Dotation  | Surface         | Vainqueurs                       | Partenaire     | Score         |          |
| -- | ---------- | ----------------------------------------------- | --------- | --------- | --------------- | -------------------------------- | -------------- | ------------- | -------- |
| 1  | 17-08-1981 | Atlanta Open Atlanta                            |           | 75 000 $  | Dur (ext.)      | Fritz Buehning Peter Fleming     | Tony Giammalva | 6-4, 4-6, 6-3 |          |
| 2  | 19-10-1981 | Fischer Grand Prix Vienne                       |           | 125 000 $ | Dur (int.)      | Steve Denton Tim Wilkison        | Fred McNair    | 4-6, 6-3, 6-4 |          |
| 3  | 10-05-1982 | Tournoi de tennis de Florence Florence          |           | 75 000 $  | Terre (ext.)    | Paolo Bertolucci Adriano Panatta | Tony Giammalva | 7-6, 6-1      |          |
| 4  | 12-06-1982 | WCT Zell am See Zell am See                     |           | 300 000 $ | Terre (ext.)    | Wojtek Fibak Bruce Manson        | Tony Giammalva | 6-7, 6-4, 6-4 | Parcours |
| 5  | 31-10-1983 | Tournoi de tennis de Hong Kong Hong Kong        |           | 100 000 $ | Dur (ext.)      | Drew Gitlin Craig Miller         | Steve Meister  | 6-2, 6-2      |          |
| 6  | 17-09-1984 | Transamerica Open San Francisco                 |           | 200 000 $ | Moquette (int.) | Peter Fleming John McEnroe       | Mike De Palmer | 6-3, 6-4      |          |
| 7  | 25-03-1985 | Paine Webber Classic Fort Myers                 |           | 250 000 $ | Dur (ext.)      | Ken Flach Robert Seguso          | David Pate     | 3-6, 6-3, 6-3 |          |
| 8  | 14-10-1985 | Tournoi de tennis du Japon Tokyo                |           | 125 000 $ | Dur (ext.)      | Scott Davis David Pate           | Greg Holmes    | 7-6, 6-7, 6-3 |          |
| 9  | 21-07-1986 | Volvo Tennis-New Jersey championship Livingston |           | 85 000 $  | Dur (ext.)      | Bob Green Wally Masur            | Greg Holmes    | 5-7, 6-4, 6-4 |          |
| 10 | 19-10-1987 | Seiko Super Tennis Tokyo                        |           | 300 000 $ | Moquette (int.) | Broderick Dyke Tom Nijssen       | Jim Grabb      | 6-3, 6-2      |          |
| 11 | 04-01-1988 | Benson and Hedges Open Auckland                 |           | 93 400 $  | Dur (ext.)      | Marty Davis Tim Pawsat           | Jim Grabb      | 6-3, 3-6, 6-4 |          |
| 12 | 15-08-1988 | Mennen Cup Livingston                           |           | 93 400 $  | Dur (ext.)      | Grant Connell Glenn Michibata    | Marc Flur      | 2-6, 6-4, 7-5 |          |
| 13 | 07-08-1989 | Swiss Army Knife Open Livingston                |           | 93 400 $  | Dur (ext.)      | Tim Pawsat Tim Wilkison          | Kelly Evernden | 7-5, 6-3      |          |